# Yitzchak Elchanan Spektor
Pour les articles homonymes, voir Spektor.
Yitzchak Elchanan Spektor (ou Isaac Elhanan Spector), né en 1817 à Resh et décédé le 6 mars 1896 à Kowno, (hébreu : יצחק אלחנן ספקטור) est un rabbin russe, Posseq et sage talmudique du XIXe siècle.

## Sa formation
Spektor est né à Resh, dans le gouvernement de Grodno, alors partie de l'Empire russe. Son père, Israel Issar, rabbin de Resh, attiré par le hassidisme, est son premier maître. Le jeune Isaac Elchanan est très doué en étude talmudique et est considéré rapidement comme un ilui ou prodige. Il est marié à l'âge de treize ans et s'installe alors chez les parents de sa femme à Vilkovishk, où il reste six ans. Il est pendant une courte période, l'élève de R. Elijah Schick, puis par la suite de Benjamin Diskin, rabbin de Vilkovishk, qui très impressionné par ses agréables manières et ses grandes capacités, l'accepte comme élève et comme condisciple de son fils Yehoshua Leib Diskin, futur rabbin de Brisk.
Spektor reçoit sa semikha (ordination rabbinique) de Benjamin Diskin et de R. Isaac Ḥaber de Tiktin (plus tard de Suwałki). Les 300 roubles que sa femme a apportés en dot se sont perdus lors de la banqueroute de son débiteur, et Spektor, incapable de compter plus longtemps sur le soutien financier de son beau-père, devient en 1837 le rabbin la petite ville voisine de Sabelin, avec un salaire hebdomadaire de cinq florins polonais. Il restera deux années dans cette ville, vivant très chichement, avant de se rendre à Karlin, dans les environs de Pinsk, et de se présenter à R. Jacob, rabbin de cette ville. Le rabbin R. Jacob est l'auteur de Mishkenot Ya'aḳob et considéré alors comme un des rabbins les plus réputés de Russie. Jacob est si favorablement impressionné par le savoir considérable et l'esprit de discernement du jeune homme qu'il le recommande à la première communauté recherchant un rabbin, celle de Baresa (Biaroza), où le salaire est de un rouble par semaine. Spektor entre dans sa nouvelle fonction en 1839 et fait de rapides progrès. Une controverse qui l'oppose au rabbin Isaac de Shavel, concernant la formulation d'un document traitant du divorce, se termine quand Isaac, qui est beaucoup plus vieux et plus connu que Spektor, admet que ce dernier a raison.

## Positions rabbiniques
En 1846 Spektor est nommé rabbin de Nishvez, gouvernement de Minsk, mais la communauté de Baresa refuse de le laisser partir et il est obligé de quitter la ville en pleine nuit. Le salaire de son nouveau poste, de quatre roubles par semaine, est considérable pour l'époque, et au début, de nombreux membres de la communauté protestent concernant un si jeune rabbin. Très rapidement il se fait apprécier et sa popularité est telle que quand il décide d'accepter le poste de rabbin de Novogroudok (actuellement Navahroudak en Biélorussie) dans le gouvernement de Kowno (actuellement Kaunas en Lituanie), Nishvez veut l'en empêcher et il doit de nouveau quitter la ville  en catimini. Arrivé à  Novogroudok en mai 1851, il reste à son poste jusqu'en mai 1864, quand il est nommé grand-rabbin de Kowno, poste qu'il occupera jusqu'à sa mort.
Reconnu comme étant une des autorités rabbiniques les plus éminentes de Russie, Spektor entretient, pendant les quarante dernières années de sa vie, une abondante correspondance avec les rabbins, communautés, philanthropes et hommes de pouvoir de par le monde, qui lui demandent avis et instructions sur tous sujets relatifs aux Juifs et au judaïsme. Très tôt, grâce à l'intérêt qu'il porte aux affaires juives en général, à son raisonnement et ses vues libérales, il est considéré alors comme un des grands maîtres du judaïsme russe.
En 1857 il est le plus jeune membre du comité de rabbins désigné pour organiser la direction de la yechiva de Volojine. Dix ans plus tard, il règle la querelle qui met en péril la Yechiva de Mir.  En 1868, il est responsable du comité chargé d'aider les pauvres, victimes d'une terrible sécheresse, et autorise exceptionnellement la consommation de pois et fèves pendant la fête de Pessa'h de cette année. En 1875, il décide contre l'usage, l'utilisation à Souccot du citron de Corfou à la place de l'etrog, en raison du prix exorbitant de ce dernier. En 1879, il s'entend avec le professeur Abraham Harkavy, un de ses anciens élèves, pour que trois rabbins Reuben de Dünaburg, Lipa Boslansky de Mir, et Elijah Eliezer Grodzenski de Wilna, soient nommés à la commission rabbinique officielle, qui jusqu'alors n'était composée que d'hommes d'affaires et d'érudits laïques.

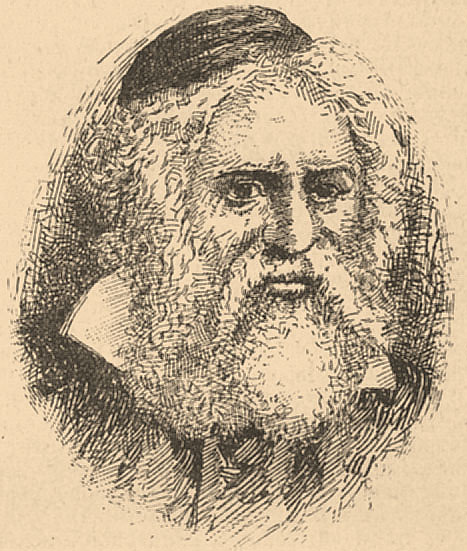
Rabbin Yitzchak Elchanan Spektor – Jewish Encyclopedia

## Relations avec le gouvernement russe
Avec le rabbin Israël de Salant, il combat courageusement les décrets du gouvernement russe hostiles aux Juifs, et s'active à résoudre les différents problèmes qu'ils posent à la communauté juive russe. Par deux fois, Spektor se rend à Saint-Pétersbourg pour participer à la conférence concernant la situation des Juifs à la suite de l'assassinat du tsar Alexandre II en 1881. Lors de sa seconde visite, à l'été 1882, Kowno est partiellement détruite par un incendie, et Spektor recueille une large somme d'argent dans  la capitale pour aider les personnes ruinées par le sinistre. Il réussit dans son opposition à la création d'une nouvelle école rabbinique sur le modèle de celles de Wilna et de Zhitomir, mais il échoue dans sa tentative d'obliger le gouvernement à reconnaitre comme responsable des communautés juives, le rabbin de la synagogue au lieu du président de la communauté, qui n'est qu'un administrateur civil et un laïc. 
En 1889 Spektor est élu membre honoraire de la Société pour la promotion de la culture parmi les Juifs de Russie. La même année, il se déclare catégoriquement opposé à la célébration proposée de son jubilé rabbinique. Ses efforts pour éviter la fermeture par le gouvernement de la yechiva de Volojine n'aboutissent pas, mais son soutien à l'institution connue sous le nom de "Kovnoer Perushim" peut être considéré comme une alternative. Parmi ses nombreuses autres activités, il participe à l'institut talmudique Kowno kollel et est membre du mouvement sioniste Hovevei Tsion (les Amants de Sion). Il correspond avec les principaux rabbins d'Europe de l'Ouest et est l'ami anonyme qui pousse le rabbin Samson Raphael Hirsch à écrire son Ueber die Beziehung des Talmuds zum Judenthum, une défense de la littérature talmudique contre les accusations antisémites dont elle était l'objet en Russie.
Yitzchak Elchanan Spektor meurt à Kowno le 6 mars 1896. Révéré par les Juifs de Russie, sa mort provoque une affliction énorme dans les communautés juives orthodoxes en Russie et dans le monde.  De nombreuses institutions portent son nom, comme le Rabbi Isaac Elchanan Theological Seminary (RIETS) ou la Yeshivat Rabbeinu Yitzchak Elchanan, séminaire rabbinique de l'université Yeshiva de New York.
Il a eu trois fils : Chayyim, gendre de R. Joseph Böhmer de Sloutsk, décédé à Kowno en 1874 à l'âge de quarante ans; Benjamin Rabinovich; et Hirsch Rabinovich, maggid (prêcheur) de Wilna, et qui succédera plus tard à son père comme rabbin de Kowno. Sa fille unique, Rachel, est morte en 1876 en bas âge.

## Son œuvre
Spektor est l'auteur de nombreux ouvrages encore considérés comme remarquables par les érudits rabbiniques. Parmi eux:  
- (he):  Be'er Yitzchak, (Königsberg, 1858), responsa
- (he):  Ein Yitzchak, (volume 1; Wilna; 1889; volume 2; Wilna; 1895), responsa
- (he):  Nachal Yitzchak, (volume 1; Wilna; 1872; volume 2; Wilna; 1884), sur des parties du Shulchan 'Aruk; Choshen Mishpat